# Pont de Poissy
Le pont de Poissy franchit la Seine sur une longueur de cent quatre-vingt-cinq mètres de Poissy à Carrières-sous-Poissy. Il remplace l'ancien pont détruit par les bombardements américains en 1944. Il fait partie de l'itinéraire de la route départementale 190.

## Historique

### Origine
En 1938, l’ancien pont est considéré comme inapte au trafic routier. L’idée de son remplacement par un nouvel ouvrage, à 125 mètres en amont, avait été lancé en 1823 par d'Astier de la Vigerie et Coster mais c’est seulement en 1948 que le projet d’un pont en métal, à trois cents mètres en amont, est retenu.

### Construction
La construction du pont dure trois ans et occasionne d'importants travaux de terrassement sur chacune des deux rives. Les deux piles reposent sur deux bases en béton longues de 19 mètres et larges de 6 mètres 50 soudées à 48 pieux en ciment armé.

### Rénovations
Du 17 au 18 mai 2018, le département procède à titre expérimental à la mise en place d'une bande cyclable sur la chaussée jusqu'à la gare de Poissy. Le maire de Poissy fait annuler l'expérimentation au début du mois d'août 2018, après avoir constaté une absence de sécurité pour les cyclistes comme pour les automobilistes.
Le pont bénéficie d'une rénovation en juillet et août  2018, avec la pose de nouveaux joints de dilatation et le renouvellement de la couche de roulement, pour un coût de 700 000 euros.

## Trafic
Lors d'un comptage permanent SIREDO effectué en 2008, le trafic moyen journalier annuel s'élevait à 36 326 véhicules, dont 3,8 % étaient des poids lourds.

## Station hydrographique
Le pont accueille sur l'une de ses piles une station hydrographique mesurant le niveau de la Seine à Poissy.

## Iconographie
Le pont de Poissy : huile sur toile de François Lanos peinte au XIXe siècle, 54 × 65 cm au musée du Domaine départemental de Sceaux.